# Joséphin Péladan
Joséphin Péladan, illetve Sâr Mérodack Joséphin Péladan Joseph-Aimé Péladan (Lyon, 1858. március 28. – Neuilly-sur-Seine, 1918. június 27.) francia író, kritikus, okkultista álnevei.

## Fiatalkora
Apja Louis-Adrien Péladan a La France littéraire újságírója és a La Semaine religieuse megalapítója, anyja Joséphine Vaquier volt, mindketten katolikusok. Bátyja, Adrien Péladan (1844-1885), aki később homeopata orvos és tudós lett, már kora gyermekkora óta sokféle tudással ismertette meg. Adrient Firmin Boissin, a toulousi rózsakeresztesek perjele, illetve az egész rend kommendátora avatta be.
Joseph-Aimé független szellemiségű volt, mely azt eredményezte, hogy kicsapták az avignoni jezsuita gimnáziumból, mert nevetségessé tett egy ateista tanárt. Ugyanígy járt a nîmesi középiskolában is, majd Párizsba ment, ahol egy bankban helyezkedett el. Olaszországi utazása során szeretett bele a Quattrocentoba és Leonardo da Vinci művészetébe. Párizsba visszatérve publikálta első novelláját, a Le Chemin de Damas-t és elhelyezkedett Arsène Houssaye folyóiratánál, a L’Artiste-nél, ahol műkritikákat írt.

## A dekadencia ellen
Munkája révén ismerkedett meg Paul Bourget és Jules Barbey d’Aurevilly író-kritikusokkal, akik közül utóbbi előszót írt 1884-ben kiadott regényéhez, a Le Vice suprême-hez, mely a romantika és az okkultizmus jegyében íródott, és amely alapvető erkölcsi mércét állított kora elé. A mű az emberiség eltörlésére törő titokzatos erők küldelmét állítja színre, mely szöges ellentéte Émile Zola naturalizmusának (Péladant egyesek Zola és az akadémizmus legnagyobb ellenfelének tartják). A főszereplő Merodach mágus, egy beavatott, aki tudását magas ideálok szolgálatába vágyik állítani. A könyv az író fiatal kora ellenére siker lett és felkeltette figyelmét Stanislas de Guaitának, akit a mű fordított az okkultizmus felé, és akivel a mű kapcsán került barátságba.
A Le Vice suprême egy ciklus első darabja lett, mely La Décadence latine címen jelent meg és okkultizmus, esztéticizmus, illetve erős materializmus-ellenesség jellemezte. Péladan hamarosan megváltoztatta keresztnevét Joséphin-re, és miután tudomására jutott, hogy Merodach Baladan néven a Biblia asszír királyt nevez meg, felvette a babiloni Marduk istenség nevéből eredő Mérodack nevet és felruházta magát a "Sâr" címmel.
Radikális álláspontján és felvett címén túl is sok kritika érte asszírokat idéző szakálla, hajviselete és öltözködése miatt, így karikaturisták kereszttüzébe került. Ez később csak fokozódott, amikor ismertté vált az androgünitást magasztaló, azt a tisztaság jelképének interpretáló filozófiája.
Lelkesedésére jellemző, hogy amikor felfedezte Richard Wagner zeneművészetét, egyből beleszeretett és azt vallotta, hogy zenéje "gyógyír, mely megtisztítja Franciaországot a materializmusa mérgétől."
1888-ban adja ki leghíresebb művét, Istar címmel.

## Martinizmus és rózsakeresztesség
Papus már 1885-ben kiábrándult a keleti tradíció felé elhajló és központját is Indiába tevő Teozófiai Társulatból. A nyugati okkultizmus hagyományát akarta helyreállítani és a tudomány szintjére emelni és a köré felsorakozókkal együtt a rózsakeresztességet és a martinizmust gondolta ennek sarokkövévé emelni. Péladan és Guaita is részt vett ebben a vállalkozásban, mint a toulousi alvó rózsakeresztes rend helyreállítói. Ennek megnyilvánulása lett 1888-ban A Rózsakereszt Kabbalisztikus Rendje, melyet egy 12 főből álló Legfelsőbb Tanács irányított. Papuson, Guaitán és Péladanon kívül Augustin Chaboseau, Victor-Émile Michelet, Paul Sédir és François-Charles Barlet emelendő ki tagjai közül. Három fokozat működött a rendben és csak S::I:: fokozatot elért martinistákat fogadtak tagjaik közé.
Guaita és Péladan azonban hamarosan nézeteltérésbe kerültek egymással. Míg Guaita és követői – eklektikus felfogásuknál fogva – nyitottak voltak pl. a szabadkőművességre, a buddhizmusra, a spiritizmusra és a mágiára, addig Péladan római katolikusként elutasította ezeket. A kilépését és indokait részletesen megfogalmazta a L’Initiation 1890 júniusi számában.
Péladan szintén 1888-ban kapta meg, Guaitával együtt Papus-tól a martinista beavatást. Tagja lett az első martinista páholynak Párizsban. Péladan szeszélyessége és Papus megfontoltsága alig hagyott teret a hatékony együttműködésnek. Papus nyitottabb, tágan értelmezett Rendet akart, míg Péladan egy szűk beavatott kör számára tartotta volna fenn, továbbá nem értett egyet a szabadkőműves jelleggel, amit Papus kívánt adni az új szervezetnek. Péladan ezen kívül szemrehányásokkal illette Papus okkultizmusra és mágiára való hajlamát, mert szerinte az ezotériát nem szabad összekeverni az okkultizmussal. 1891. február 17-én végül búcsúlevelet írt Papus-nak, amely megjelent az L’Initiation áprilisi számában.

## Rózsakeresztesség és művészet
Péladan a szétválás után 1891-ben megalapította a L’ordre Rose+Croix Catholique et Esthétique du Temple et du Graal-t. Ő használta először ilyen, a rózsakeresztességet a templomosokkal összekapcsoló módon és összetételben a következő mottót, melyet a későbbiekben más rózsakeresztes szervezetek is használni fognak:
| (latin) „Ad Rosam per Crucem ad Crucem per Rosam, in ea in eis gemmatus resurgam - Non nobis non nobis Domine, sed nominis tui gloria soli, Amen” | (magyarul)„Rózsához a Kereszt által, Kereszthez a Rózsa által, az ő fényükben újra feltámadok - Nem nékünk, nem nékünk, Ó Uram, csakis a te neved dicsőségére, Ámen” |
| – Joséphin Péladan | |

1892-ben megrendezte a komoly sikert elérő első rózsakeresztes szalont, melyen 60 francia és külföldi művész (festő, szobrász) kiállított ki, zeneművek, opera-részletek csendültek fel és mintegy húszezer ember látogatta meg. Még öt szalon követte, minden évben egy, egészen 1897-ig. A Péladan által meghívott szimbolista festő, Moreau és Puvis de Chavannes ugyan nem vettek részt az eseményeken, de tanítványaik igen.
Radikális idealizmusának célja a modern világ csúfságának kiirtása, a materielizmus ellenpontozása volt. Számos kiáltványt írt a művészet és a hétköznapi élet újra-szakralizálását remélve. Be akarta vinni a vallást a művészetbe. A szalonokban felhasznált szimbólumai nem igazán ezotericizmusból erednek, hanem abból a vágyából, hogy ellenpontozza azt, ami triviális és hatékony módon hirdesse azt. Polemizáló, illetve lírai hangvétele abból a meggyőződéséből fakadt, hogy meg kell védenie a művészet nagyságát az árucikké válástól és a haszonleséstől, mely szerinte a Harmadik Köztársaság alatt burjánzott el.

## Magánélet
Péladan 1896. január 10-én Párizsban feleségül vette Joséphine Le Roy de Barde grófnőt, Raoul Henri Gaston Le Roy de Barde gróf (1858-1895) özvegyét, Larmandie grófnőjét.

## Művei

### La Décadence latine (Éthopée)sorozat
- I: Joséphin Péladan. Le Vice suprême, La Décadence latine I. (francia nyelven). Párizs: Dentu [1884] (1926), regény
- II: Joséphin Péladan. Curieuse!, La Décadence latine II. (francia nyelven). Párizs: Dentu [1885]
- III: Joséphin Péladan. L'Initiation sentimentale, La Décadence latine III. (francia nyelven). Párizs: Dentu [1887]
- IV: Joséphin Péladan. A coeur perdu, La Décadence latine IV. (francia nyelven). Párizs: G. Édinger [1888]
- V: Joséphin Péladan. Istar, La Décadence latine V. (francia nyelven). Párizs: Dentu [1888]
- VI: Joséphin Péladan. La victoire du mari, La Décadence latine VI. (francia nyelven). Párizs: Dentu [1889]
- VII: Joséphin Péladan. Coeur en peine, La Décadence latine VII. (francia nyelven). Párizs: Dentu [1890]
- VIII: Joséphin Péladan. L'androgyne, La Décadence latine VIII. (francia nyelven). Párizs: Dentu [1891]
- IX: Joséphin Péladan. La gynandre, La Décadence latine IX. (francia nyelven). Párizs: Dentu [1891] (1979)
- X: Joséphin Péladan. Le panthée, La Décadence latine X. (francia nyelven). Párizs: Dentu [1892] (1979)
- XI: Joséphin Péladan. La Typhonia – Avec la Règle esthétique du Second Salon de la Rose+Croix, La Décadence latine XI. (francia nyelven). Párizs: Dentu [1892] (1979)
- XII: Joséphin Péladan. Le dernier Bourbon – Avec un argument, La Décadence latine XII. (francia nyelven). Párizs: Chamuel [1895]
- XIII: Joséphin Péladan. Finis Latinorum, La Décadence latine XIII. (francia nyelven). Párizs: Flammarion [1899]
- XIV: Joséphin Péladan. La vertu suprême, La Décadence latine XIV. (francia nyelven). Párizs: Flammarion [1900] (2012). ISBN 978-1273649578
- XV: Joséphin Péladan. Pereat!, La Décadence latine XV. (francia nyelven). Párizs: Flammarion [1901] (2009). ISBN 978-1120336088
- XVI: Joséphin Péladan. Modestie et vanité, La Décadence latine XVI. (francia nyelven). Párizs: Mercure de France [1902], regény
- XVII: Joséphin Péladan. Pérégrine et Pérégrin, La Décadence latine XVII. (francia nyelven). Párizs: Mercure de France [1904], regény
- XVIII: Joséphin Péladan. La Licorne, La Décadence latine XVIII. (francia nyelven). Párizs: Mercure de France [1905] (2011). ISBN 978-1247052427, regény
- XIX: Joséphin Péladan. Le nimbe noir, La Décadence latine XIX. (francia nyelven). Párizs: Mercure de France [1907], regény
- XX: Joséphin Péladan. Pomone, La Décadence latine XX. (francia nyelven). Párizs: Mercure de France [1913], regény
- XXI: Joséphin Péladan. La Troche universée, La Décadence latine XXI. (francia nyelven). Párizs: Mercure de France [1925], regény

- Joséphin Péladan. La queste du Graal – proses lyriques de l'éthopée la Décadence latine (francia nyelven). Párizs: Chamuel [1894]

### Théatre de la Rose+Croix(1895-1897)
- Sar Peladan. Babylon (francia nyelven). Chamuel [1895], tragédia
- Sar Peladan. Le Fils des étoiles (francia nyelven). Mercure de France [1895], pasztorál
- Sar Peladan. La Prométhéide (francia nyelven). Chamuel [1895], tragédia
- Sar Peladan. Le Prince de Byzance (francia nyelven). Chamuel [1896], dráma
- Sar Péladan. Sémiramis (francia nyelven). Forgotten Books [1897] (2017). ISBN 0259106720, tragédia
- Sar Peladan. Œdipe et le Sphinx (francia nyelven). Mercure de France [1897], tragédia

### Egyéb művei
- Sar Péladan. Comment on devient fée – Érotique (francia nyelven). Párizs: Chamuel [1883]
- Sar Péladan. Comment on devient mage – Éthique (francia nyelven). Párizs: Chamuel [1883]
- Joséphin Péladan. Femmes honnêtes! (francia nyelven). Párizs: Dalou [1885] (1888)
- Sar Peladan. L'art idéaliste et mystique – doctrine de l'ordre et du salon annuel des Rose+Croix (francia nyelven). Párizs: Chamuel [1894]↑ Rosam:
- Péladan. Le Secret des Troubadours – De Parsifal à don Quichotte [archivált változat] (francia nyelven). Párizs: E. Sansot [1906]. Hozzáférés ideje: 2020. január 29. [archiválás ideje: 2020. január 29.], esszé
- Péladan. Réfutation esthétique de Taine (francia nyelven). Párizs: Mercure de France [1906]
- és még sok más ...

### Magyarul
- Peladan. A mindenható arany, ford. Dr. Maksziányi Dezső (magyar nyelven), Bp.: Világirodalom (1919)
- Peladan. Egy az eggyel, ford. Dr. Maksziányi Dezső (magyar nyelven), Bp.: Világirodalom (1919)

## Fordítás
- Ez a szócikk részben vagy egészben  a   Joséphin Peladan című francia Wikipédia-szócikk fordításán alapul.  Az eredeti cikk szerkesztőit annak laptörténete sorolja fel. Ez a jelzés csupán a megfogalmazás eredetét és a szerzői jogokat jelzi, nem szolgál a cikkben szereplő információk forrásmegjelöléseként.
- Ez a szócikk részben vagy egészben  a   Joséphin Péladan című angol Wikipédia-szócikk fordításán alapul.  Az eredeti cikk szerkesztőit annak laptörténete sorolja fel. Ez a jelzés csupán a megfogalmazás eredetét és a szerzői jogokat jelzi, nem szolgál a cikkben szereplő információk forrásmegjelöléseként.